# Біг-Стоун-Геп (Вірджинія)
Біг-Стоун-Геп (англ. Big Stone Gap) — місто (англ. town) в США, в окрузі Вайз штату Вірджинія. Населення — 5254 особи (2020).

## Географія
Біг-Стоун-Геп розташований за координатами 36°51′40″ пн. ш. 82°46′39″ зх. д. / 36.86111° пн. ш. 82.77750° зх. д. (36.861222, -82.777459).  За даними Бюро перепису населення США в 2010 році місто мало площу 12,89 км², з яких 12,66 км² — суходіл та 0,23 км² — водойми.

## Демографія
Згідно з переписом 2010 року, у місті мешкало 5614 осіб у 1856 домогосподарствах у складі 1194 родин. Густота населення становила 435 осіб/км².  Було 2052 помешкання (159/км²).
Расовий склад населення:
| - 79,2 % — білих - 18,1 % — чорних або афроамериканців - 0,3 % — азіатів - 0,2 % — корінних американців |

До двох чи більше рас належало 1,7 %. Частка іспаномовних становила 1,7 % від усіх жителів.
За віковим діапазоном населення розподілялося таким чином: 18,7 % — особи молодші 18 років, 67,4 % — особи у віці 18—64 років, 13,9 % — особи у віці 65 років та старші. Медіана віку мешканця становила 36,0 року. На 100 осіб жіночої статі у місті припадало 130,2 чоловіків;  на 100 жінок у віці від 18 років та старших — 140,7 чоловіків також старших 18 років.
Середній дохід на одне домашнє господарство  становив 47 134 долари США (медіана — 37 036), а середній дохід на одну сім'ю — 53 013 долари (медіана — 48 879). Медіана доходів становила 34 792 долари для чоловіків та 28 300 доларів для жінок. За межею бідності перебувало 27,6 % осіб, у тому числі 39,9 % дітей у віці до 18 років та 23,6 % осіб у віці 65 років та старших.
Цивільне працевлаштоване населення становило 1514 особи. Основні галузі зайнятості: освіта, охорона здоров'я та соціальна допомога — 32,4 %, публічна адміністрація — 11,2 %, роздрібна торгівля — 9,4 %, транспорт — 8,5 %.